# Jorrit Jorritsma

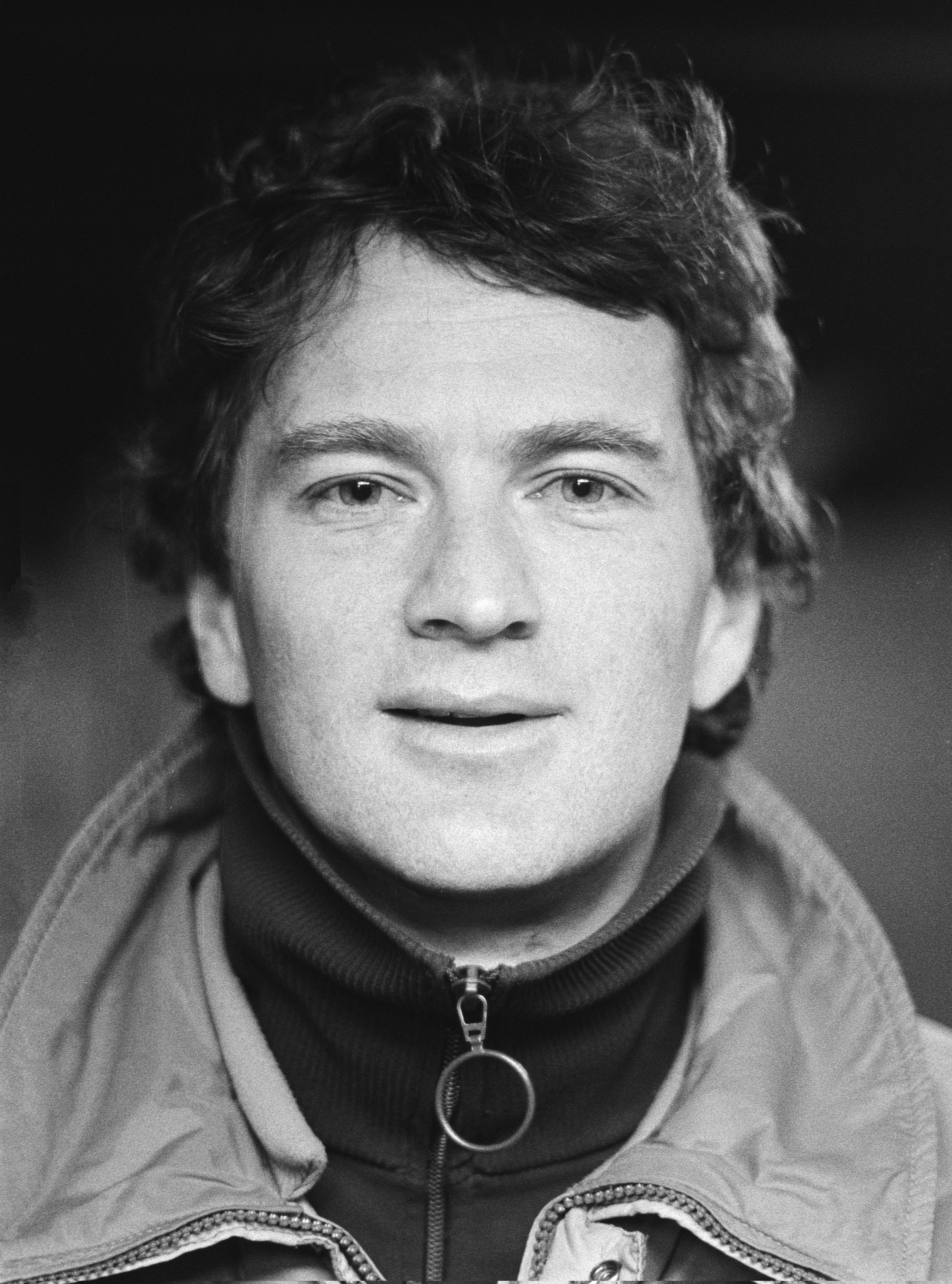
Jorrit Jorritsma (1980)

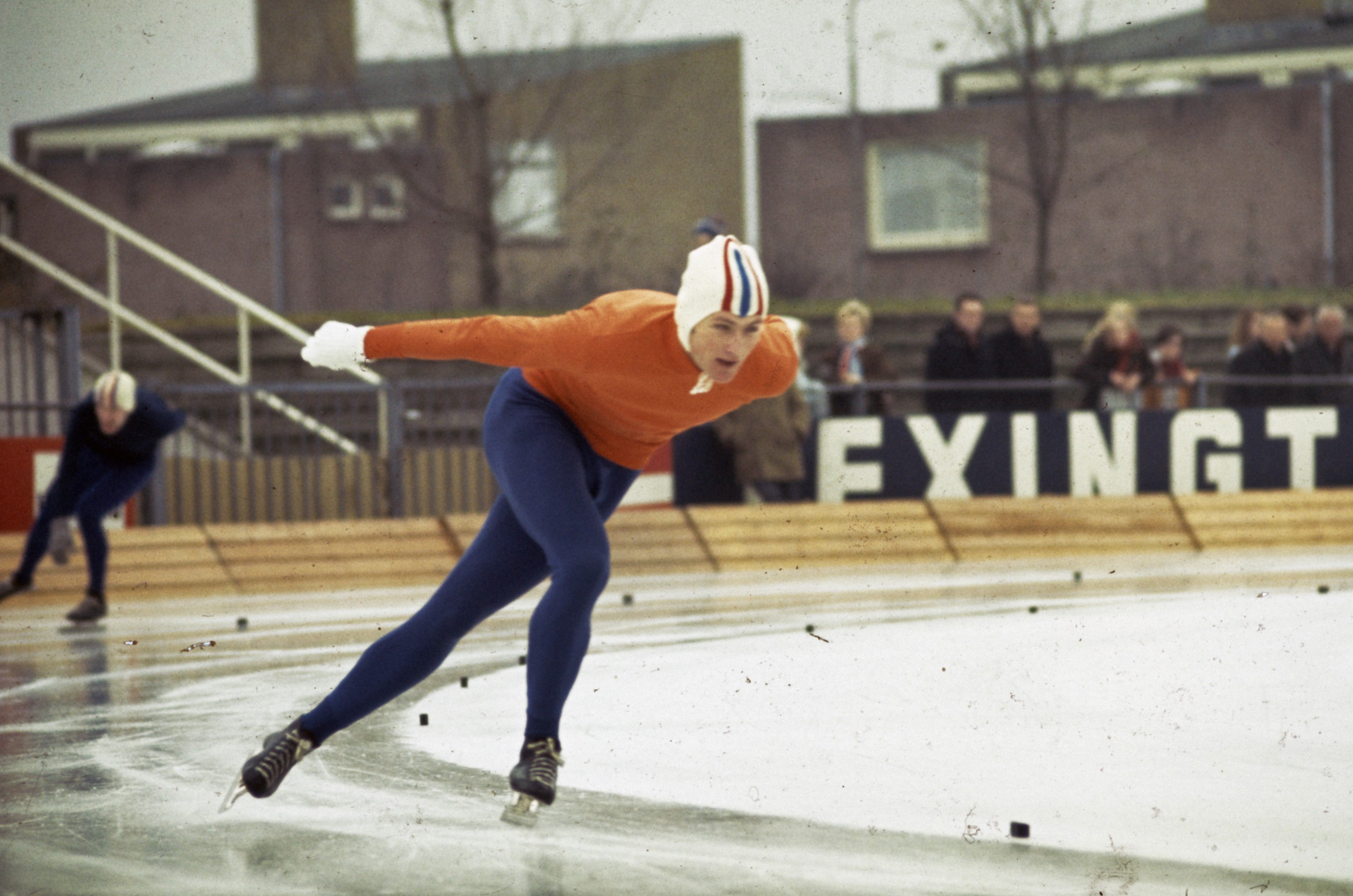
Jorrit Jorritsma (1968)

Jorrit Jorritsma (Emmen, 11 december 1945 – Bergen (Noord-Holland), 25 november 2012) was een Nederlands schaatser en schaatscoach.
Jorritsma kwam uit op het WK Allround 1966 en 1967. Bij dat laatste toernooi eindigde hij als dertiende.
In 1980 werd Jorritsma coach van de sprintkernploeg. Verder was hij verslaggever bij NOS Studio Sport en Radio Tour de France. Hij werkte later als neurolinguistisch programmeur.
Hij overleed in november 2012 op 66-jarige leeftijd.

## Persoonlijke records
| Afstand      | Tijd     | Datum            | Baan   |
| ------------ | -------- | ---------------- | ------ |
| 500 meter    | 41,30    | 28 februari 1967 | Inzell |
| 1500 meter   | 2.04,70  | 4 maart 1967     | Inzell |
| 3000 meter   | 4.26,70  | 5 januari 1969   | Inzell |
| 5000 meter   | 7.34,00  | 4 maart 1967     | Inzell |
| 10.000 meter | 15.59,20 | 28 februari 1967 | Inzell |